# Kiko Alonso
Kristian „Kiko“ Alonso (* 14. August 1990 in Newton, Massachusetts) ist ein ehemaliger US-amerikanischer American-Football-Spieler in der National Football League (NFL). Er spielte für die Buffalo Bills, die Philadelphia Eagles, die Miami Dolphins, die New Orleans Saints und die San Francisco 49ers als Inside Linebacker.

## College
Alonso besuchte die University of Oregon und spielte für deren Team, die Ducks College Football. Seine Karriere wurde allerdings wiederholt von disziplinären Problemen überschattet, die seinem Alkoholkonsum geschuldet waren. So wurde er 2010 nach nur einem Spiel für den Rest der Saison suspendiert, da er wegen Alkohol am Steuer festgenommen wurde.
Im darauf folgenden Jahr drang er in angetrunkenem Zustand in das Haus einer Frau ein, wo er dann einschlief, und wurde wegen unerlaubten Betretens eines Grundstücks, Einbruchs und Sachbeschädigung angeklagt. Indem er sich schuldig bekannte, konnte er dem Gefängnis entgehen und wurde nur zu 200 Stunden gemeinnütziger Arbeit sowie zur Teilnahme an einem Alkohol-Entzugsprogramm verurteilt.
Er lief schließlich in 37 Partien auf und konnte insgesamt 144 Tackles setzen. Außerdem gelangen ihm 3,5 Sacks und 6 Interceptions.

## NFL

### Buffalo Bills
Beim NFL Draft 2013 wurde er in der zweiten Runde als insgesamt 46. von den Buffalo Bills ausgewählt. Alonso konnte sich als Profi sofort durchsetzen und kam gleich in seiner Rookie-Saison in allen 16 Spielen als Starter zum Einsatz, wobei er 158 Tackles setzen konnte. Ein Kreuzbandriss setzte ihn die gesamte Spielzeit 2014 außer Gefecht.

### Philadelphia Eagles
2015 kam er im Tausch gegen LeSean McCoy zu den Philadelphia Eagles. Als Backup erhielt er deutlich weniger Spielzeit und kam auf nur 43 Tackles. Da Alonso wieder Probleme mit dem Kreuzband bekam, konnte er nur elf Partien bestreiten.

### Miami Dolphins
2016 erhielten die Eagles  von den Miami Dolphins den 8. Pick des Drafts 2016 im Tausch gegen den 13. Pick sowie Alonso und Byron Maxwell. In der Folge entwickelte er sich zu einer bestimmenden Persönlichkeit in der Defense der Dolphins. Er lief in drei Saisons 46-mal als Starter auf und setzte dabei 355 Tackles.
2016 gelang ihm sein einziger Touchdown: Er konnte einen Pass von Philip Rivers abfangen und den Ball 60 Yards weit in die gegnerische Endzone tragen.

### New Orleans Saints
Knapp vor Beginn der Regular Season 2019 kam Alonso im Tausch gegen Vince Biegel zu den New Orleans Saints.

### San Francisco 49ers
Am 2. November 2020 wechselte Alonso im Rahmen eines Trades zu den San Francisco 49ers. Im Austausch gegen Alonso und einen an Bedingungen gekoppelten Fünftrundenpick erhielten die Saints Linebacker Kwon Alexander. Am 23. November wurde er von den San Francisco 49ers aufgrund eines nicht bestandenen Medizintests entlassen.

### Karriereende
Am 5. August 2022 nahmen die New Orleans Saints Alonso unter Vertrag, nachdem er in der Vorsaison bei keinem Team unter Vertrag gestanden hatte. Jedoch entschloss Alonso sich nach dem ersten Training am folgenden Tag dazu, seine Karriere zu beenden.